# Éditions Nouvelle Cité
 (septembre 2017).
Si vous disposez d'ouvrages ou d'articles de référence ou si vous connaissez des sites web de qualité traitant du thème abordé ici, merci de compléter l'article en donnant les références utiles à sa vérifiabilité et en les liant à la section « Notes et références ».
Les éditions Nouvelle Cité sont une maison d'édition française. Elles ont été fondées en région parisienne en 1957 par le mouvement catholique des Focolari avec la création de la revue Nouvelle Cité.
Le siège se situe dans la cité-pilote des Focolari d'Arny, à Bruyères-le-Châtel.

## Historique
La publication de livres religieux commence en 1962.
Depuis 1982 une autre revue, trimestrielle, Connaissance des Pères de l’Église est  également publiée. 
Sur 500 livres publiés, 300 sont encore[Quand ?] disponibles. Nouvelle Cité publie une vingtaine de livres par an.